# Distretto di Qazaly
Il distretto di Qazaly (in kazako: Қазалы ауданы) è un distretto (audan) del Kazakistan con  capoluogo Qazaly.